# Zgorzelowa plamistość grochu

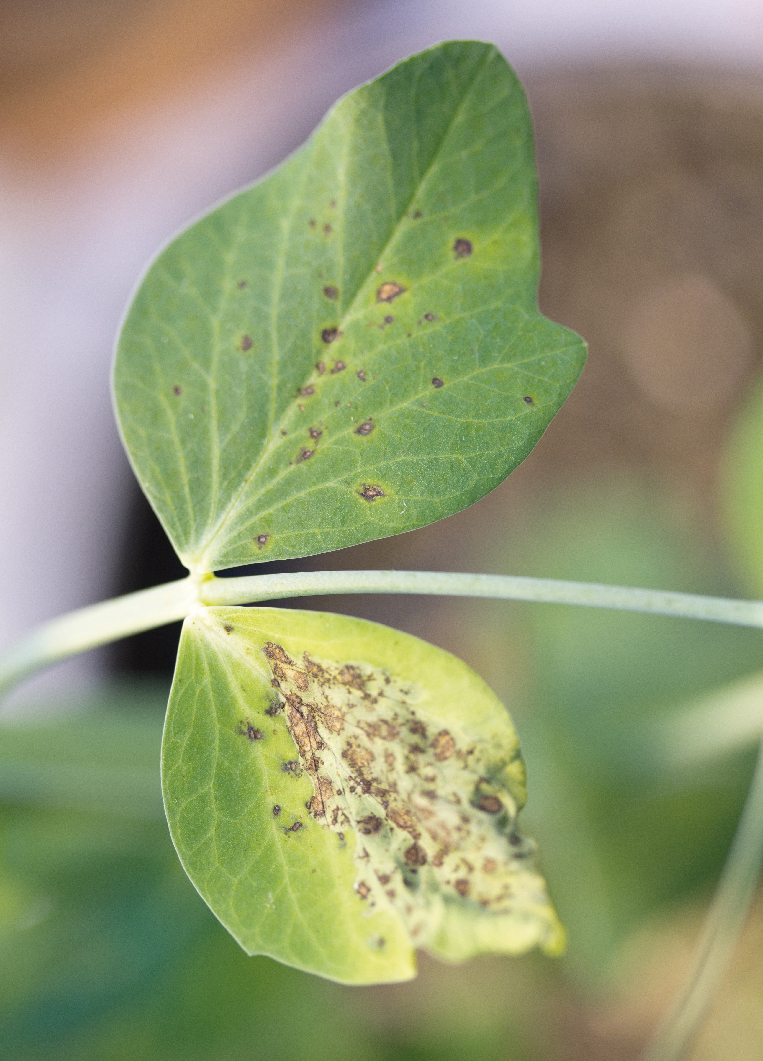
Plamy na liściach grochu wywołane przez Didymella pinodes

Zgorzelowa plamistość grochu, zwana też askochytozą grochu – grzybowa choroba grochu wywoływana przez 3 gatunki patogenów: Didymella pisi, Didymella pinodella i Didymella pinodes.

## Występowanie i szkodliwość
Jest to choroba z grupy askochytoz. Jest szeroko rozprzestrzeniona we wszystkich rejonach uprawy grochu w Europie, Ameryce, Australii i Azji. Jej skutki są zależne od tego, który z patogenów ją wywołał. W przypadku wystąpienia zgorzeli siewek następuje obumieranie całych roślin. W innych przypadkach na nasionach powstają brązowe plamy, dyskwalifikujące je do użycia w celach spożywczych. Choroba powoduje obniżenie plonu nasion nawet do 50%.
Wśród trzech patogenów wywołujących tę chorobę Didymella pisi wydaje się być najmniej szkodliwym w większości warunków środowiskowych, jednak epidemię tej choroby w Hiszpanii w 2009 r. wywołał właśnie ten gatunek.

## Objawy
Czasami pierwsze objawy pojawiają się już na kiełkujących nasionach i siewkach w postaci zgorzeli siewek. Powoduje ona obumieranie siewek, co na plantacji objawia się przerzedzeniem uprawy. Zgorzel siewek wywołują Didymella pinodella i Didymella pinodes. Później pojawiają się objawy choroby na liściach, ogonkach liściowych, strąkach i nasionach, przy czym każdy z trzech wywołujących tę chorobę patogenów powoduje inne objawy. Didymella pisi powoduje powstawanie okrągłych lub owalnych plam, początkowo żółtobrązowych, potem szarobrązowych z ciemnobrunatnym obrzeżeniem. Mają średnicę do 1 cm. Plamy wywołane przez Peyronellaea pinodes są również okrągłe lub owalne, ale początkowo purpurowo-brązowe, potem ciemnobrązowe i mniejsze – mają średnicę 2–7 mm. Na łodydze mogą być wydłużone. Ponadto są koncentrycznie strefowane i w środku zazwyczaj jaśniejsze, niż na obwodzie. Plamy wytwarzane przez  Didymella pinodella są wieloboczne, drobne i mają barwę od ciemnobrunatnej do czarnej.  Peyronellaea pinodes i  Didymella pinodella mogą powodować powstawanie plam także na korzeniach i podstawie łodyg. Są to rośliny, u których zgorzel siewek nie spowodowała obumarcia roślin na wczesnym etapie ich rozwoju. Rosną one przez jakiś czas, jednak są mniejsze, chlorotyczne i zazwyczaj przedwcześnie obumierają.
Nasiona, na których występują plamy nie kiełkują, lub kiełkują słabo i wkrótce siewki obumierają wskutek zgorzeli siewek. Gdy nasiona zostały zaatakowane w późnym okresie rozwoju rośliny i patogeny nie zdążyły się w nich dostatecznie rozwinąć, na nasionach brak widocznych oznak choroby. Jednak zdolność kiełkowania takich nasion jest gorsza, niż normalnych i rozwijające się z nich rośliny są porażone.

## Epidemiologia
Wszystkie 3 gatunki patogenów na porażonych roślinach wytwarzają pyknidia oraz pseudotecja (u D. pisi i Peyronellaea pinodes obserwowano je tylko w warunkach laboratoryjnych).
Pierwotnie choroba rozwija się na roślinach wyrastających z porażonych nasion grochu. Źródłem infekcji pierwotnej mogą być także pozostałe w glebie resztki roślin z poprzedniego roku (resztki pożniwne). Na resztkach tych, oraz na porażonych siewkach tworzą się pyknidia. Powstające w nich zarodniki konidialne są wybijane przez krople deszczu i przenoszone przez prądy powietrzne na sąsiednie rośliny, powodując infekcje wtórne. W przypadku, gdy w glebie dużo jest źródeł infekcji pierwotnej, a deszczowa pogoda utrzymuje się długo, może dojść do epidemii choroby.

## Ochrona
Zapobiega się rozwojowi choroby i zwalcza ją przez następujące działania:
- niszczenie resztek pożniwnych i głębokie przyorywanie ich jesienią;
- używanie do siewu tylko zdrowych nasion;
- zaprawianie nasion. Najlepsze są zaprawy nasienne zawierające kaptan (np. Kaptan 50 WP), mankozeb (np. Dithane M-45 WP), Merpan 50, Penncozeb 50 WP) i karboksynę (Vitavax 200 PS);
- stosowanie płodozmianu. Wskazana jest kilkuletnia przerwa w uprawie grochu na tym samym polu;
- w warunkach sprzyjających rozwojowi choroby wskazane jest opryskiwanie roślin fungicydami. Zaleca się fungicydy ditiokarbaminianowe (mankozeb), chloronitrylowe (chlorotalonil) i strobilurynowe (azoksystrobina(inne języki))[3][2].